# Santa Croce (Florenz)
Santa Croce ist eine Franziskanerkirche in Florenz. Ihre Grundsteinlegung soll einer Legende zufolge von dem hl. Franz von Assisi selbst vorgenommen worden sein. Santa Croce wird auch als „Pantheon von Florenz“ bezeichnet. Dies liegt allerdings nicht an ihrer Architektur, sondern daran, dass sich hier die Grabmäler von Machiavelli, Michelangelo, Galileo Galilei und Gioachino Rossini sowie Gedenkstätten für viele andere berühmte Italiener wie zum Beispiel Guglielmo Marconi befinden. Im Übrigen ist die Kirche in ihrer Anlage zwar von der klassischen Einfachheit franziskanischer Kirchenbauten geprägt, die hier allerdings ins Monumentale gesteigert ist, und mit Fresken von Giotto, Taddeo Gaddi und anderen Meistern ausgestattet.

## Baugeschichte

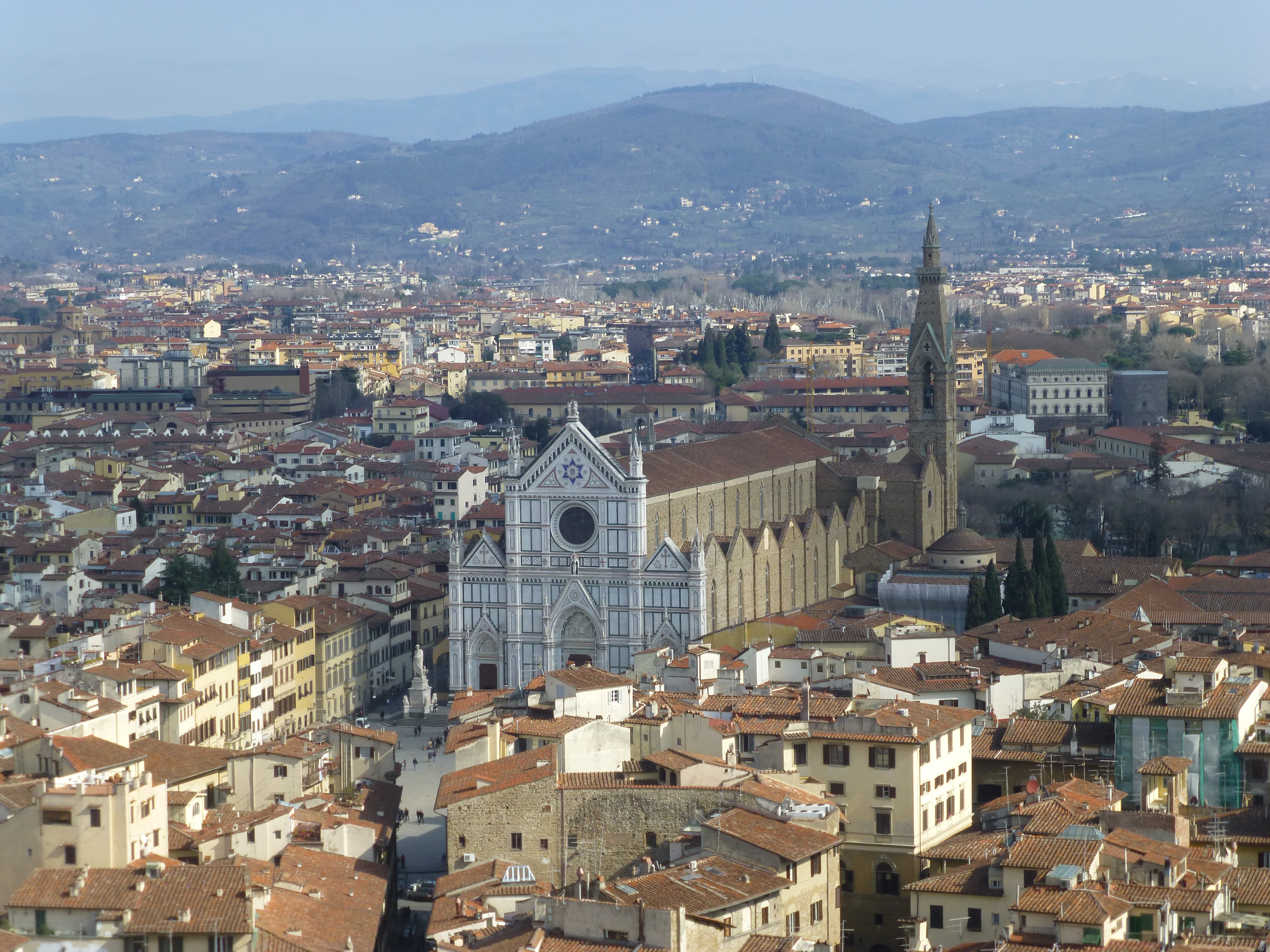
Basilica di Santa Croce im Stadtviertel Santa Croce

Die Grundsteinlegung für den jetzigen Bau soll nach einer Inschrift am 3. Mai 1295 stattgefunden haben, einige Historiker vermuten das Jahr 1294. Der Entwurf entstammte dem Architekten Arnolfo di Cambio, der ebenfalls den Dom Santa Maria del Fiore entwarf. Die Bauarbeiten am Chor und am Querhaus dauerten bis zum Jahr 1300. Um das Jahr 1385 wurde die Kirche bis auf die Fassaden fertiggestellt. Filippo Brunelleschi entwarf die Cappella dei Pazzi am Kreuzgang südlich der Kirche, die die Familie Pazzi 1430 bauen ließ, die aber nie vollendet wurde.
Im 16. Jahrhundert fing man mit dem Bau eines Campanile nach den Entwürfen von Francesco da Sangallo an. Der Turm wurde nie fertiggestellt, seine Reste wurden im Jahr 1854 abgebrochen. Die Arbeiten an den Fassaden beendete erst Nicola Matas im Jahr 1863.
1933 erhielt die Kirche durch Papst Pius XI. den Titel einer Basilica minor.

## Baubeschreibung
Santa Croce ist die größte und eine der bedeutendsten Franziskanerkirchen Italiens. Im Gegensatz zu den Zisterziensern, die einsame Tallagen für ihre Klöster wählten, bevorzugten die Franziskaner ebenso wie andere Bettelorden eine Lage am Rand der jeweiligen Stadt. Sie wollten keine kontemplative religiöse Versenkung, sondern in die Bevölkerung hinein agieren. Deswegen erreichten die Kirchen der Bettelorden auch häufig beachtliche Größe. In ihnen bestattet zu werden, galt vielen als eine Garantie auf Erlösung von den Sünden, da hier die Mönche für sie beteten. Reiche Familien stifteten häufig große Kapellen und ließen sie prunkvoll ausstatten.
Zusammen mit dem Dom und Santa Maria Novella, der Kirche des Dominikanerordens in Florenz, bildet Santa Croce den großartigen Dreiklang gotischer Sakralarchitektur in Florenz, die sich – im Vergleich mit der Gotik in Frankreich – durch eine andere Raumauffassung auszeichnet: weite Arkadenöffnungen zu den Seitenschiffen, darüber eine niedrige Lichtgadenzone, die in Santa Croce allerdings nicht durch ein Steingewölbe, sondern – das Stilideal der franziskanischen Einfachheit mehr zitierend als ihm entsprechend – durch ein offenes Sparrendach abgeschlossen wird. Das durchlaufende kräftige Konsolgesims betont den Eindruck der Lagerung, obwohl die lichte Höhe des Mittelschiffs mit 34,5 Meter größer ist als die von Notre-Dame in Paris und fast so groß wie die von Chartres und Reims.
An das schmale dreischiffige Langhaus schließt sich ein Querhaus an und unmittelbar danach der schmale Chor, der von je fünf rechteckigen Seitenkapellen begleitet ist, die die Schmuckstücke der Kirche darstellen, da sie weitgehend mit Fresken ausgemalt sind.
Santa Croce ist die an Kunstwerken reichste Florentiner Kirche. An den Wänden der Seitenschiffe liegen diverse Grabmäler großer Florentiner, etwa jene von Niccolò Machiavelli, Michelangelo, Galileo Galilei, Gioachino Rossini und ein Kenotaph für Dante Alighieri.

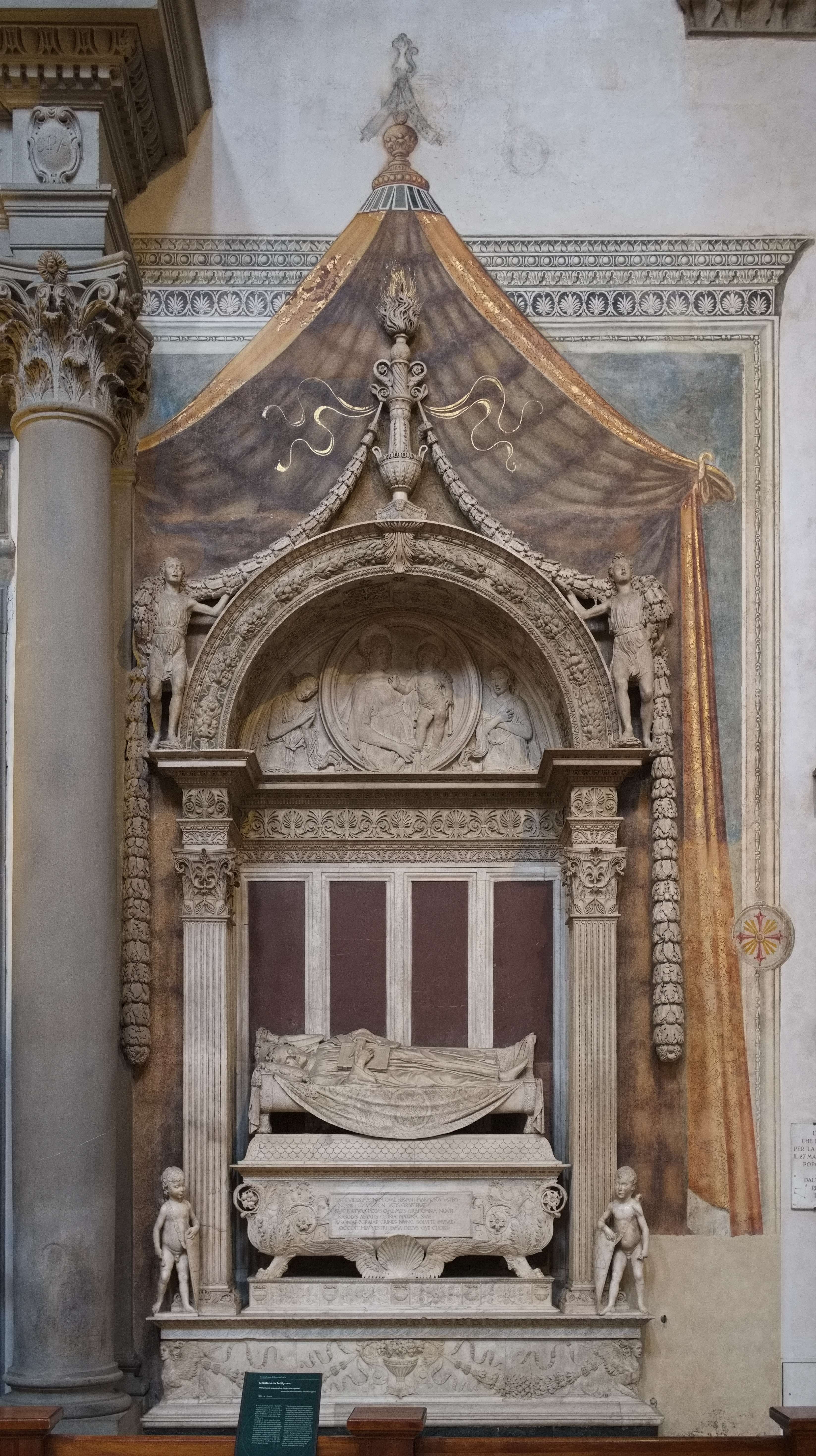
Desiderio da Settignano, Grabmonument für Carlo Marsuppini († 1453), 1453–55
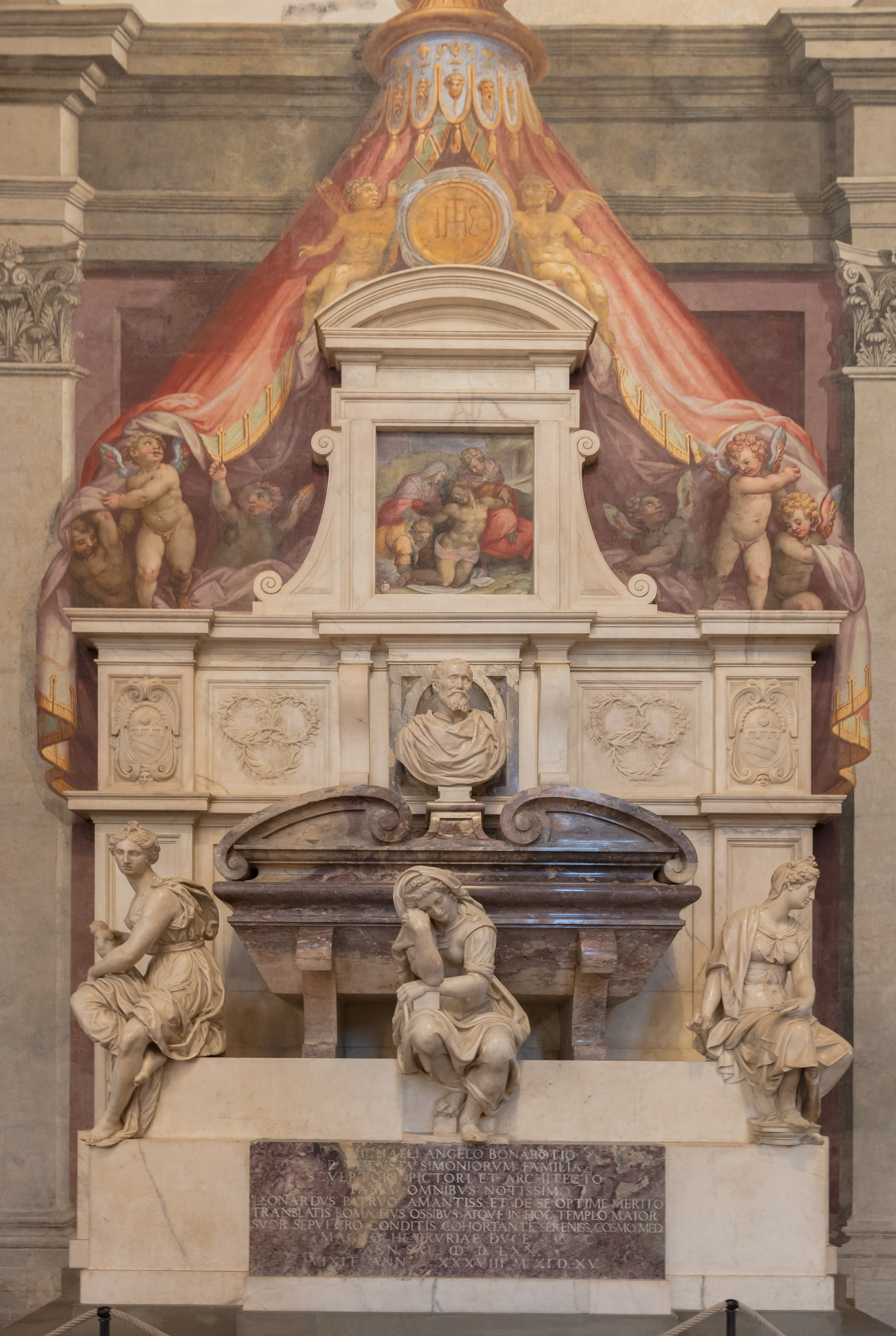
Michelangelos Grab († 1564)
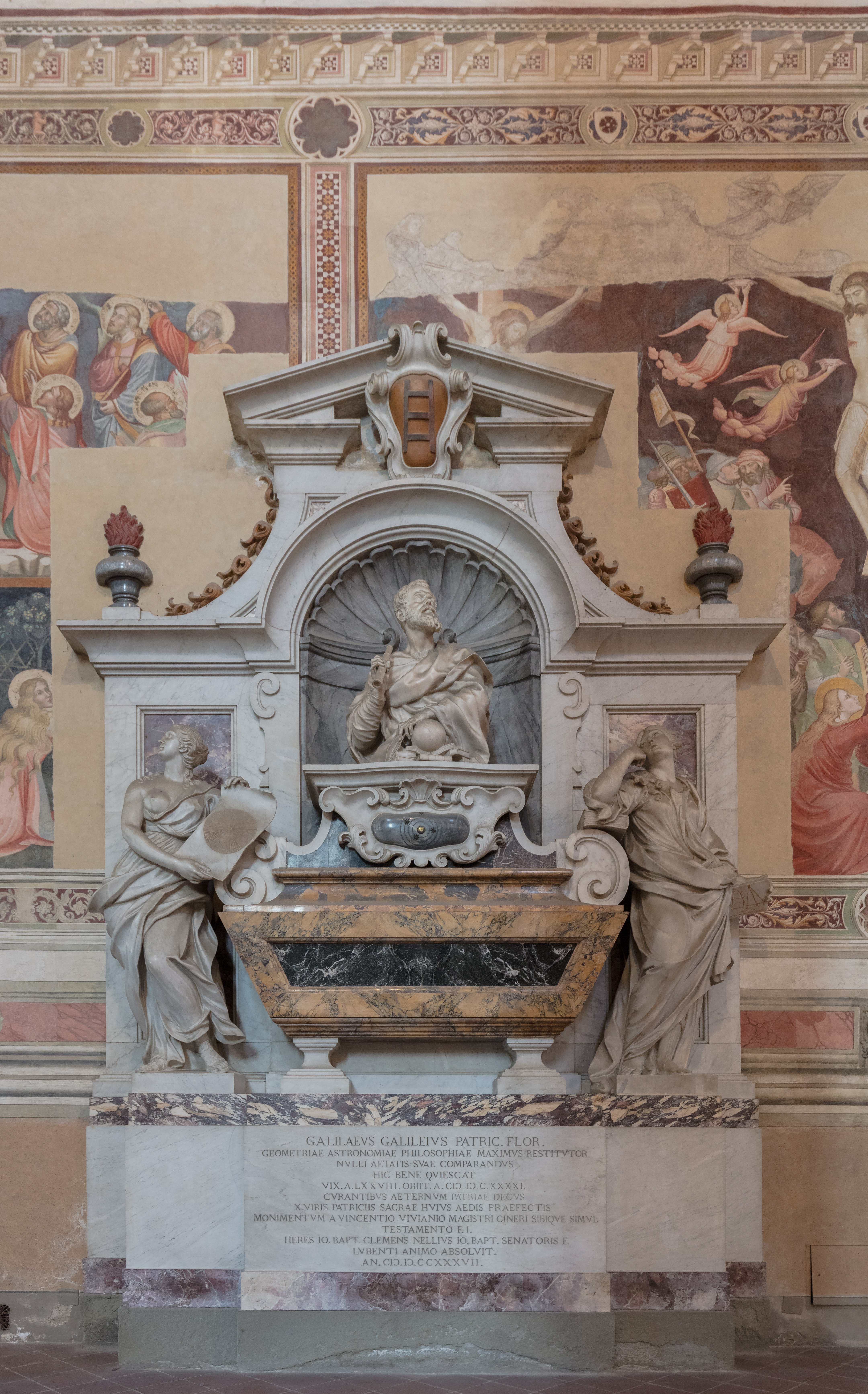
Galileis Grab († 1642, feierliche Umbettung 1737)
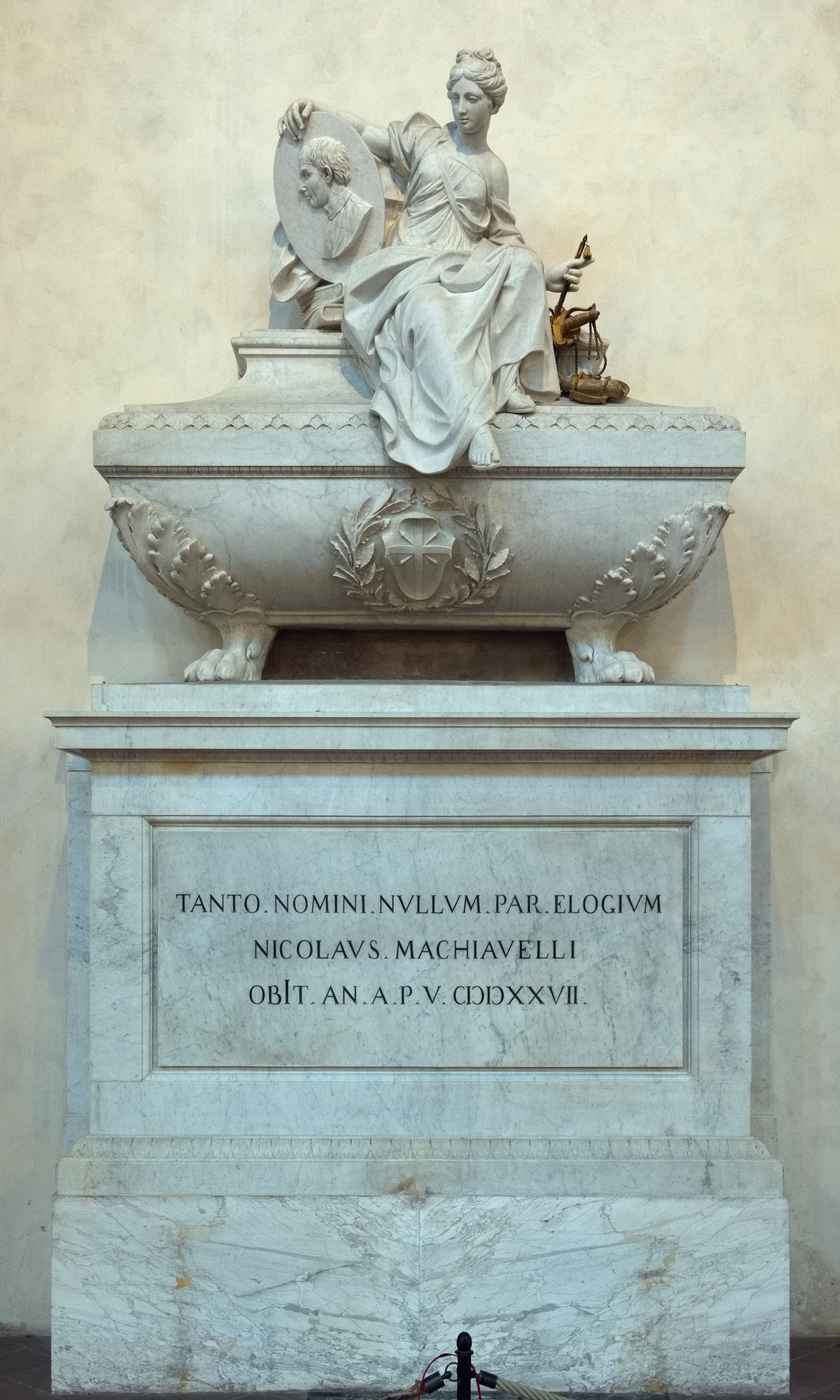
Innocenzo Spinazzi, Grabmonument für Niccolò Machiavelli († 1527), 1787
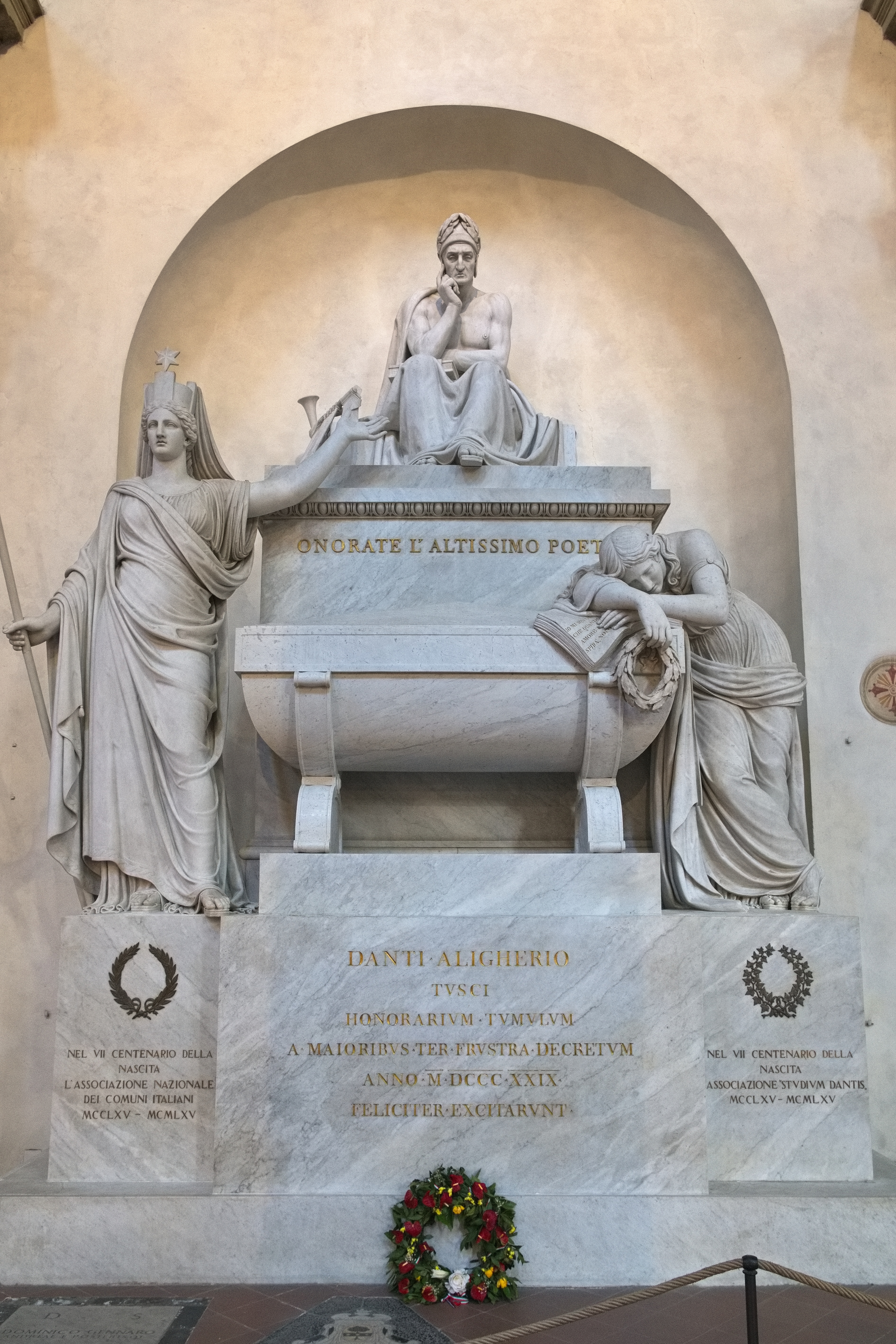
Kenotaph von 1829 für Dante († 1321)
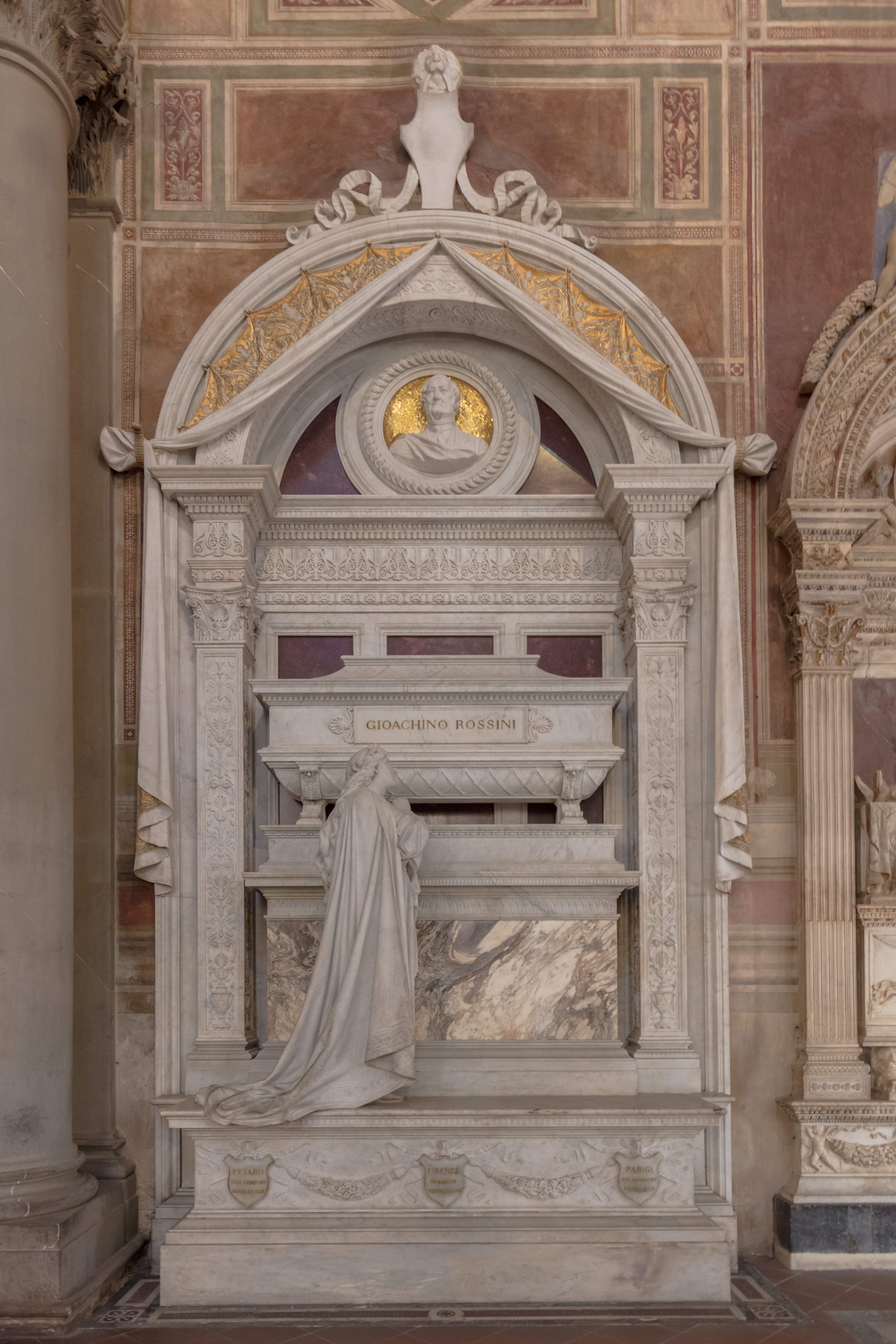
Gioachino Rossinis Grab († 1868)

## Ausstattung
In der Kirche befinden sich zahlreiche Meisterwerke italienischer Maler des 14. Jahrhunderts, wie ein Kruzifix von Cimabue von Ende des 13. Jahrhunderts. Das Kruzifix wurde durch die Überschwemmung in Florenz 1966 beschädigt und trotz Restaurierung ist das Gesicht Christi verwischt. Giotto war 1317 für die Komposition und Ausführung der Fresken in der Peruzzikapelle (Szenen aus dem Leben des Evangelisten Johannes und Johannes des Täufers) und in der Bardikapelle (Szenen aus dem Leben des Heiligen Franziskus) verantwortlich. Die Szenen aus dem Marienleben in der Baroncellikapelle freskierte Taddeo Gaddi. Zum Ende des 14. Jahrhunderts malte sein Sohn Agnolo Gaddi in der Apsis den Zyklus der Legende vom Wahren Kreuz, auch die Heiligenszenen in der Castellanikapelle stammen von ihm und Gherardo Starnina. Donatello schuf sein erstes Kruzifix für die Kirche (1407–1408, ursprünglich im nördlichen Seitenschiff, heute in der Kapelle Bardi di Vernio) und etwa um 1433–1435 ein Hochrelief der Verkündigung aus Sandstein mit Terrakottaputten als Retabel für die Familie Cavalcanti. Das Retabel des ehemaligen Hochaltars von Ugolino di Nerio wurde entfernt und zerteilt. Seine Reste werden heute in verschiedenen Museen insbesondere der National Gallery in London und der Gemäldegalerie in Berlin aufbewahrt. Es wurde wenig später (noch im 14. Jh.) durch ein neues von Niccolò Gerini sowie Giovanni del Biondo (und einer unbekannten Hand) ersetzt.

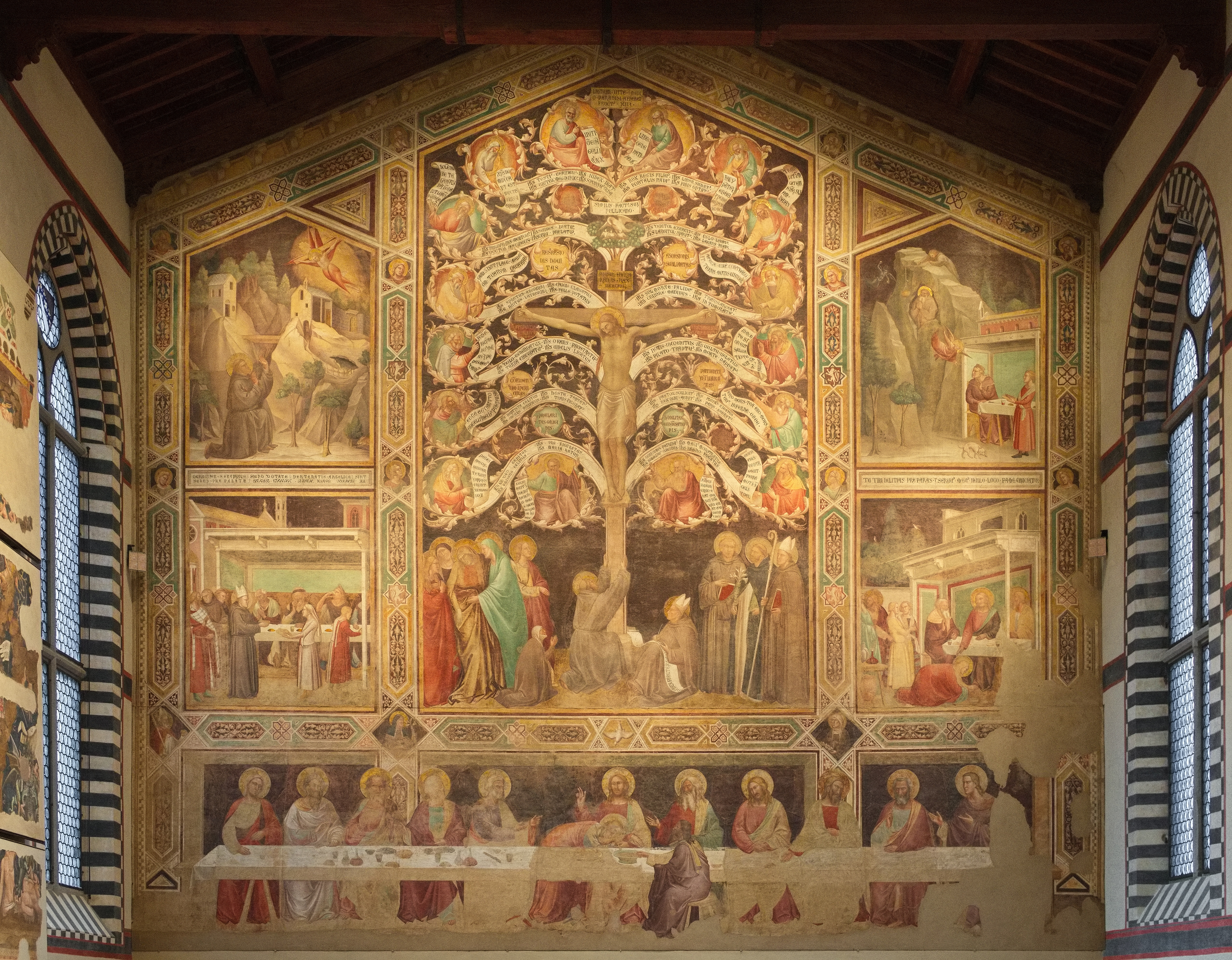
Taddeo Gaddi, Arbor vitae (um 1330–1340 oder 1360), Refektorium
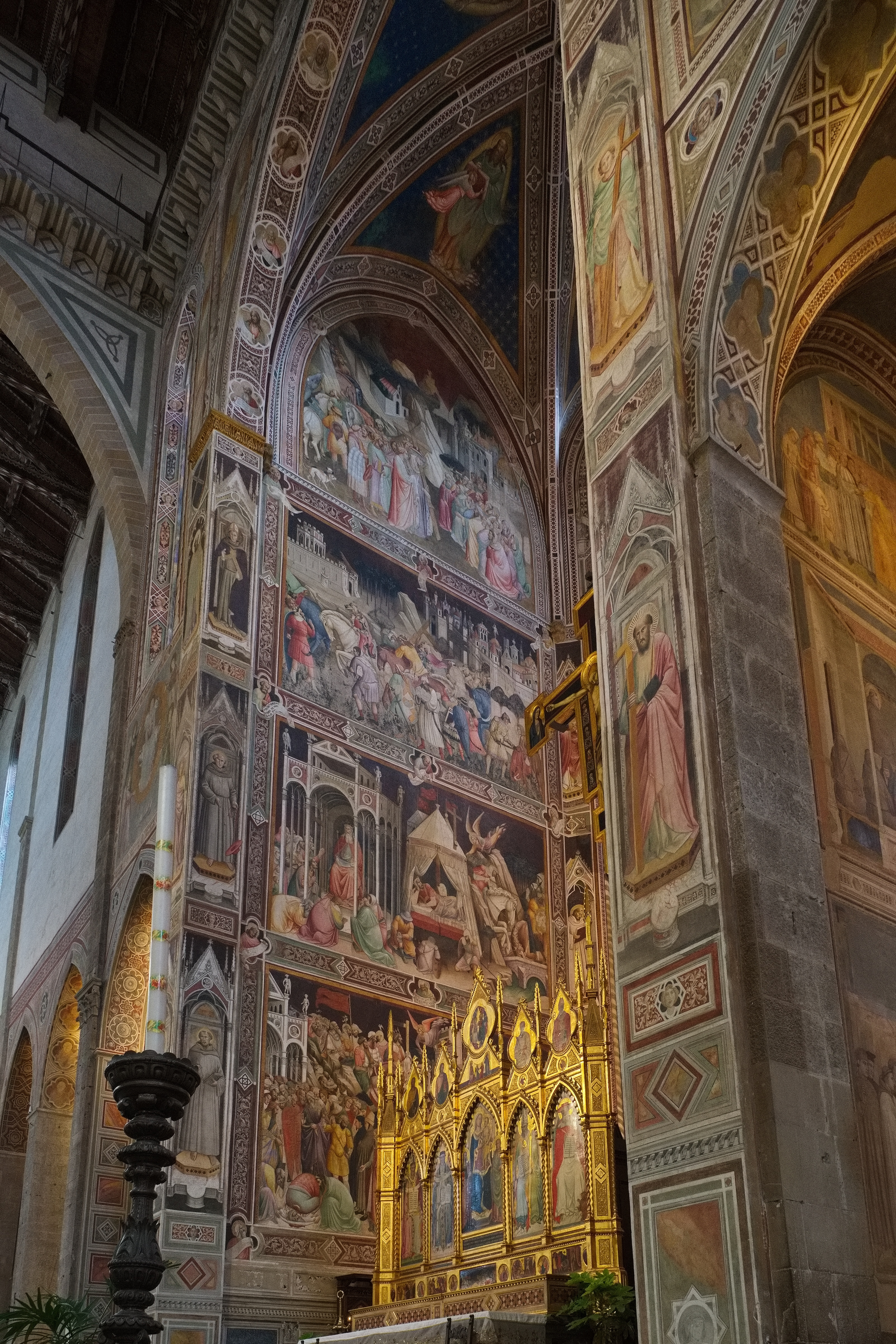
Agnolo Gaddi, Legende vom Wahren Kreuz (1385–1387), Nordwand der Apsis
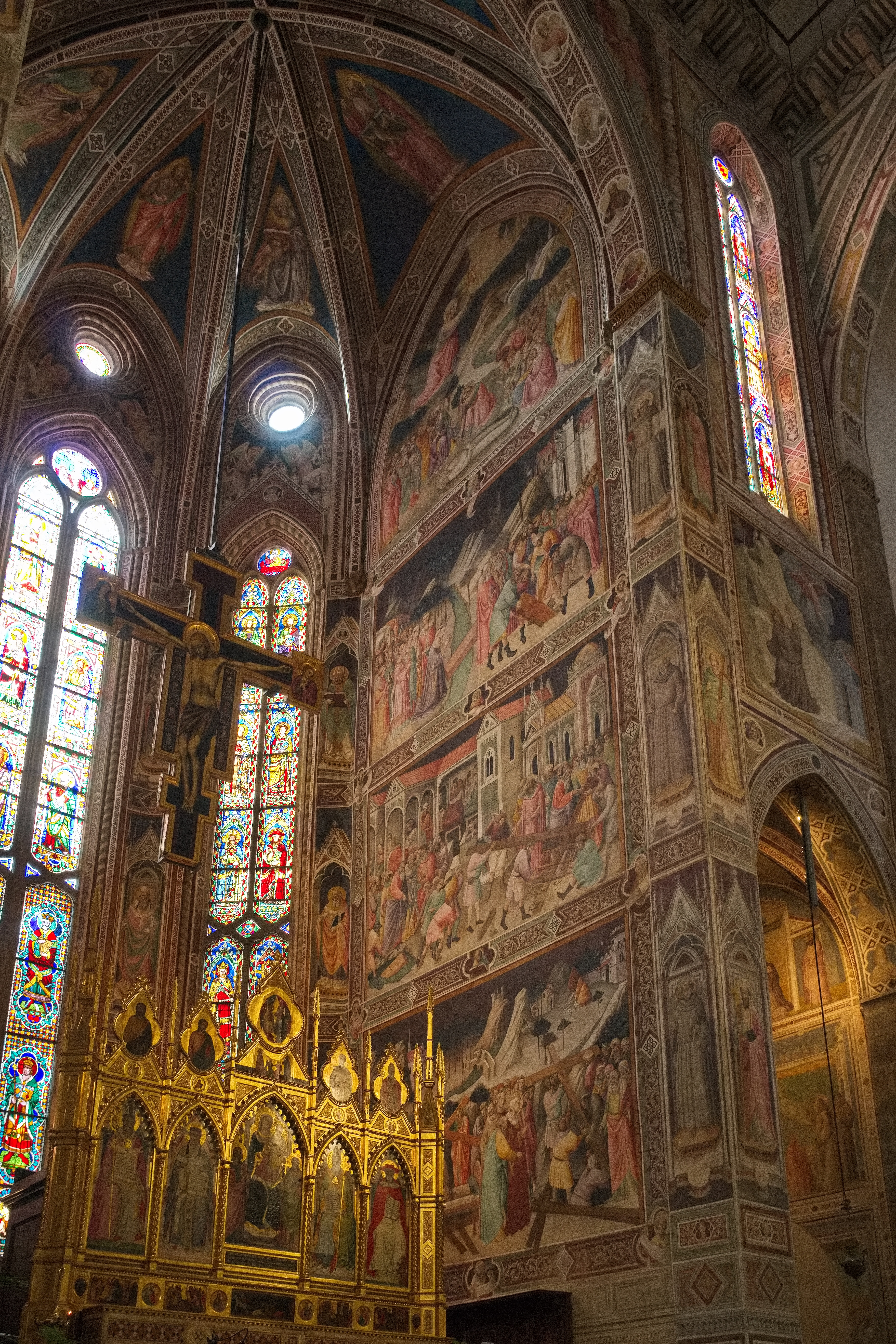
Agnolo Gaddi, Legende vom Wahren Kreuz (1385–1387), Südwand der Apsis
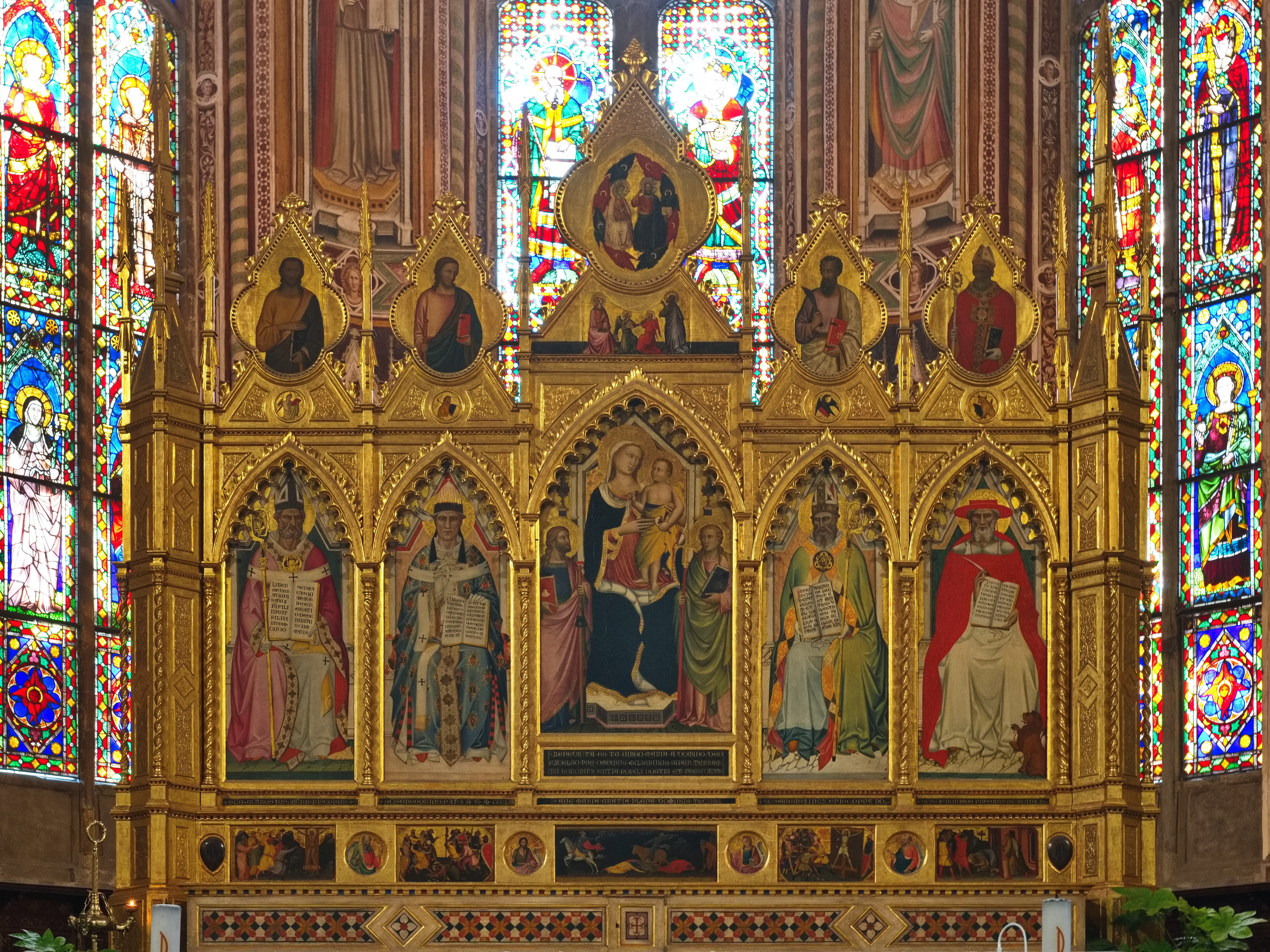
Hochaltar mit einer Madonna von Niccolò Gerini, und den Doktoren der Kirche von Giovanni del Biondo und einer unbekannten Hand (14. Jh.)
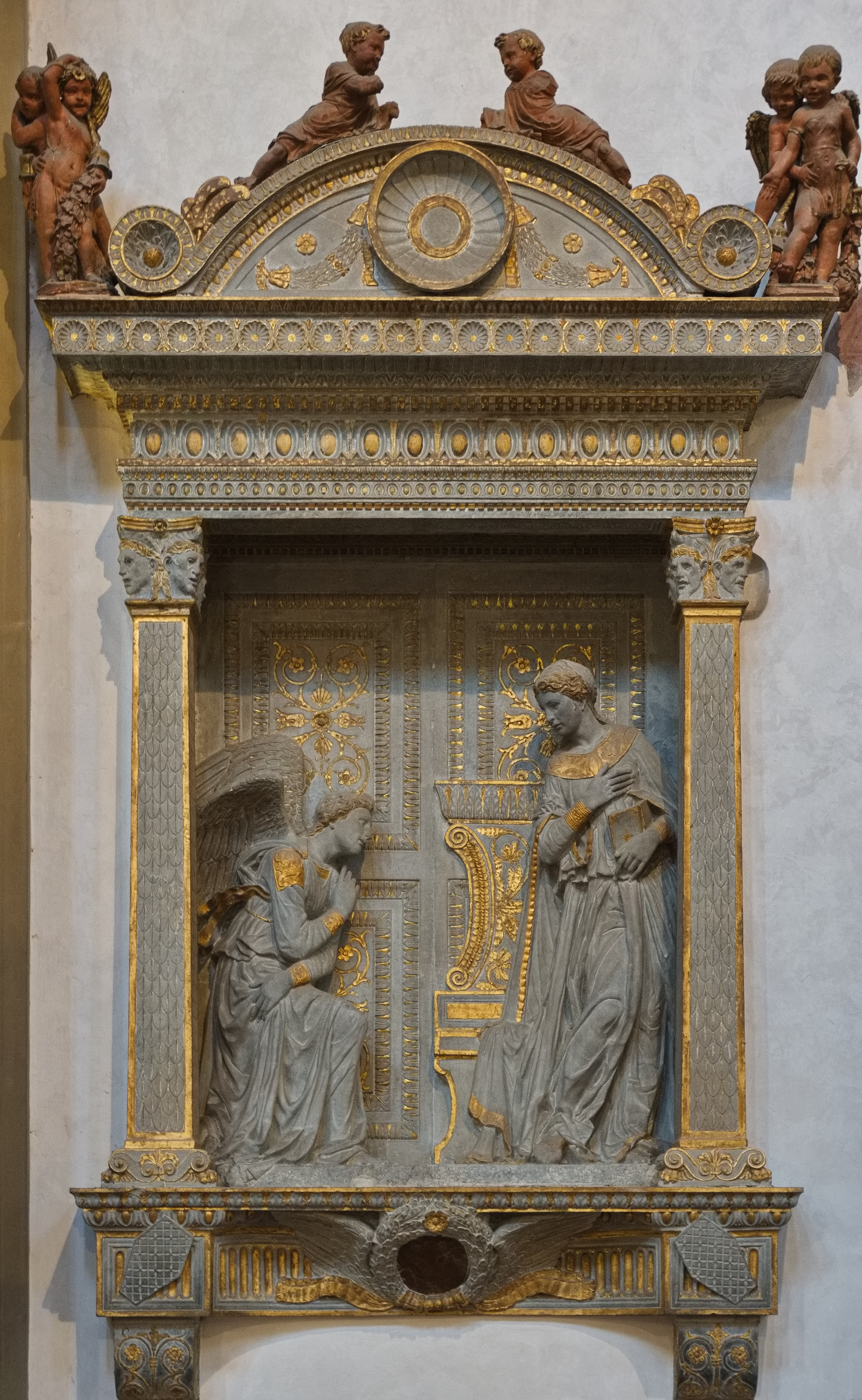
Donatello, Cavalcanti-Verkündung (um 1433–1435)
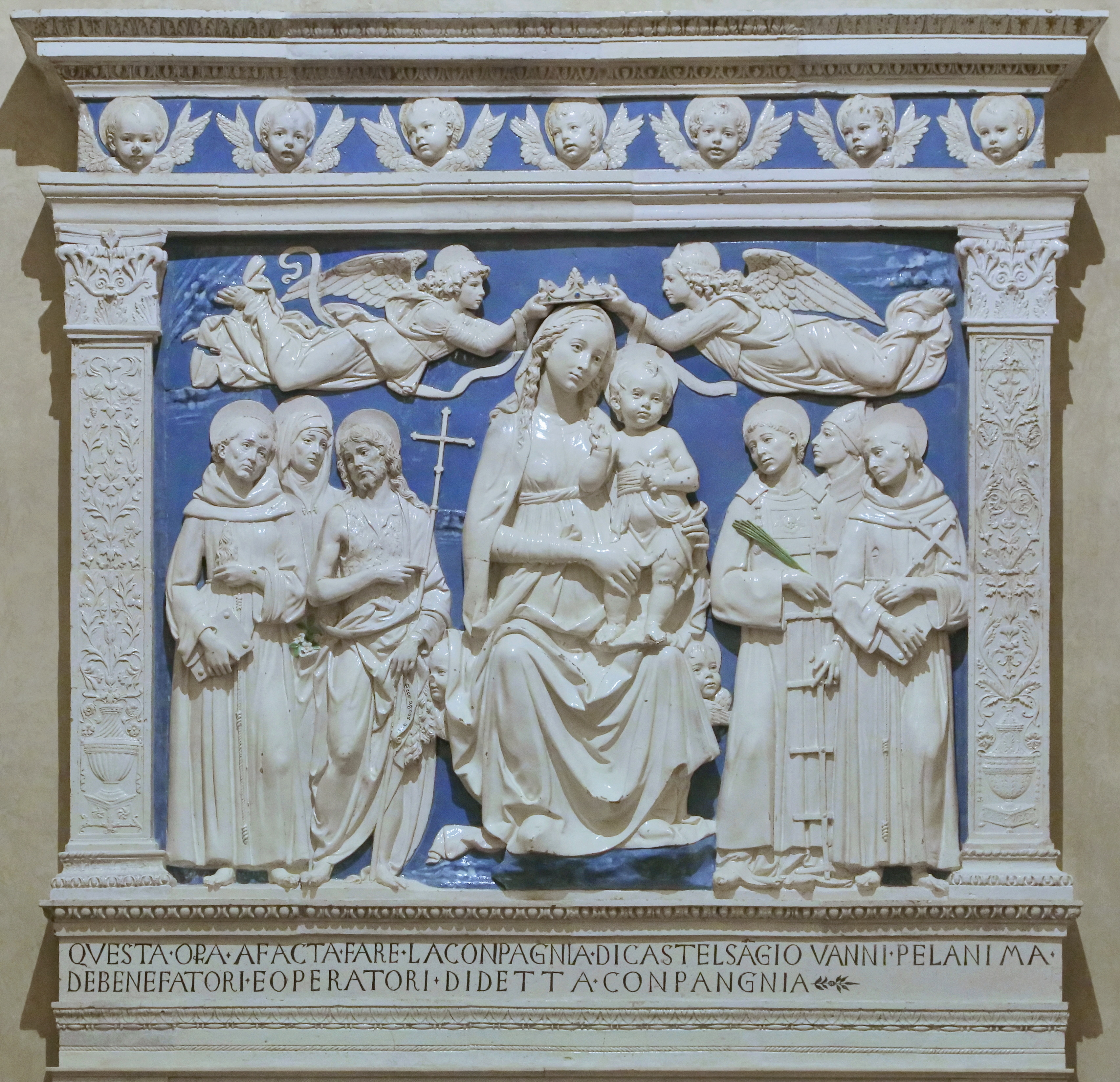
Luca della Robbia, Thronende Madonna, um 1480, Medicikapelle
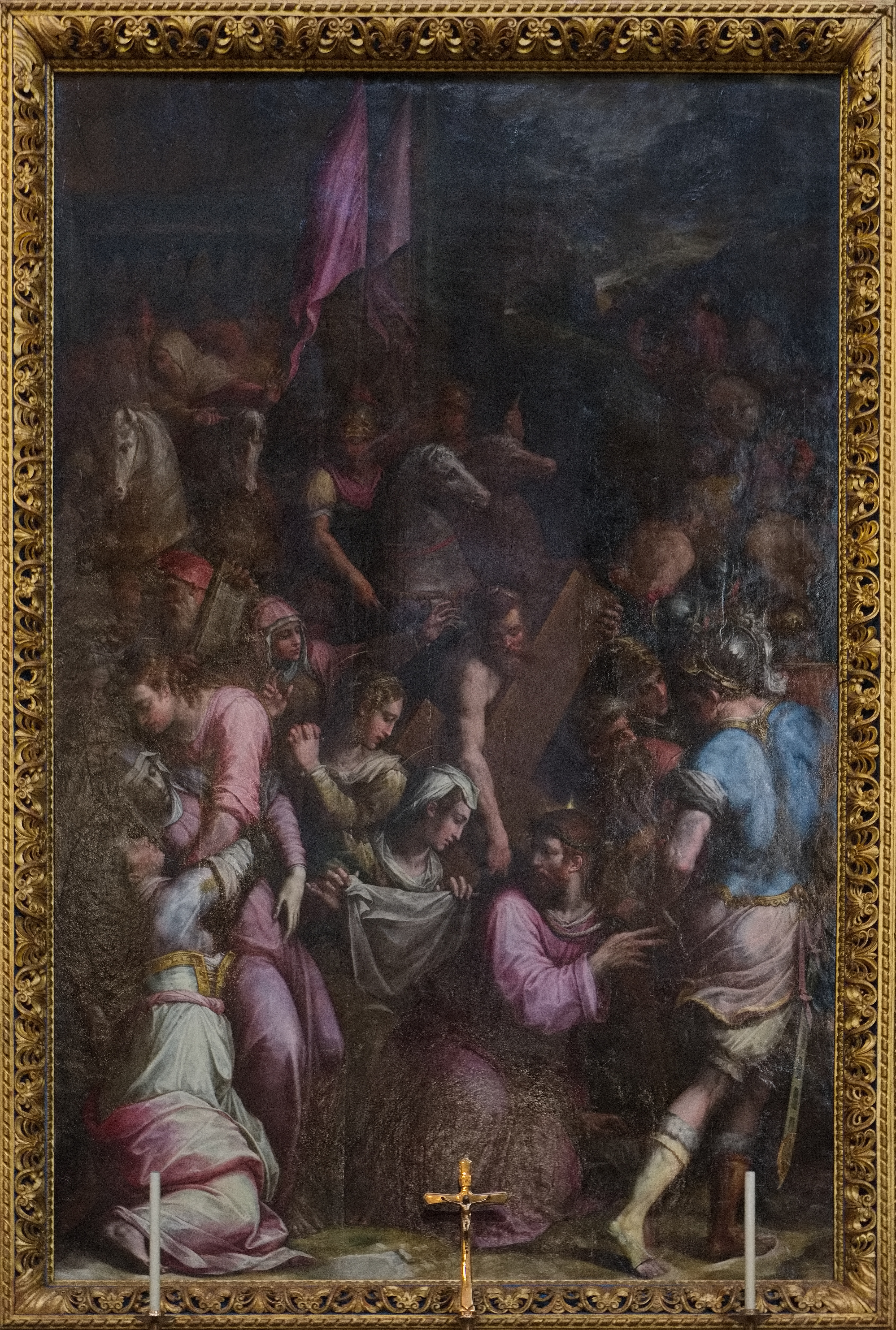
Giorgio Vasari, Kreuztragung Christi und Christus begegnet Veronika, 1568–1572, Buonarrotialtar

### Baroncelli-Kapelle und Castellani-Kapelle
Auf den Wänden der Chorkapellen befindet sich einer der wichtigsten Freskenzyklen der italienischen mittelalterlichen Malerei. Die Kapellen umfassen die Hauptkapelle und die über zehn Seitenkapellen, die wesentlich niedriger sind. Zu den größeren Kapellen des rechten Querschiff gehören die Baroncelli-Kapelle und die Castellani-Kapelle. Die Fresken stammen von Taddeo Gaddi aus den Jahren 1332–1338 und schildern Szenen aus dem Marienleben. Gaddi war der engste Nachfolger Giottos. Diese Fresken sind noch zu Giottos Lebzeiten entstanden.
Bemerkenswert ist u. a. eine der oberen Szenen, die in der Verkündigung an die Hirten eines der ersten Nachtbilder der Kunstgeschichte zeigt. Auch sieht man, warum die Zeit des frühen 14. Jahrhunderts, also die Zeit Giottos, als Protorenaissance bezeichnet wird.  Signifikant ist in der oberen und der unteren Szene, die Teile eines Kirchengebäudes zeigen, dass die Menschen zwischen den Säulen hindurch eine gemeinsame Handlung bilden, sich also von den Säulen nicht trennen lassen. Hier zeigt sich eine Entsprechung zur Architektur, die sich zu dieser Zeit auch schon um den Eindruck eines Einheitsraumes bemüht und nicht diese deutliche Einteilung in ein Mittelschiff und die Seitenschiffe betonte wie die nordeuropäische Gotik.

### Bardi- und die Peruzzi-Kapelle
Die beiden Kapellen liegen direkt rechts (südlich) der Hauptkapelle. Beide Familien, die der Bardi und der Peruzzi, waren Inhaber großer Bankhäuser in Florenz und konnten solch teure Kapellenbauten finanzieren.
Die Fresken von Giotto in der Peruzzi-Kapelle zeigen Szenen aus dem Leben Johannes des Täufers und des Evangelisten Johannes.
Die Fresken der Bardi-Kapelle schildern das Leben des hl. Franziskus, der den Orden gegründet hat. Sie stammen von Giotto und seiner Schule aus den Jahren 1315–1320. Sie sind erst 1852 wiederentdeckt worden. Zur Zeit des Barock waren sie übertüncht und mit Grabmälern zugestellt. 1852 restaurierte man sie, indem man auch fehlende Partien ergänzte. Diese wurden bei einer neuerlichen Restaurierung 1958 wieder entfernt.

### Pazzi-Kapelle

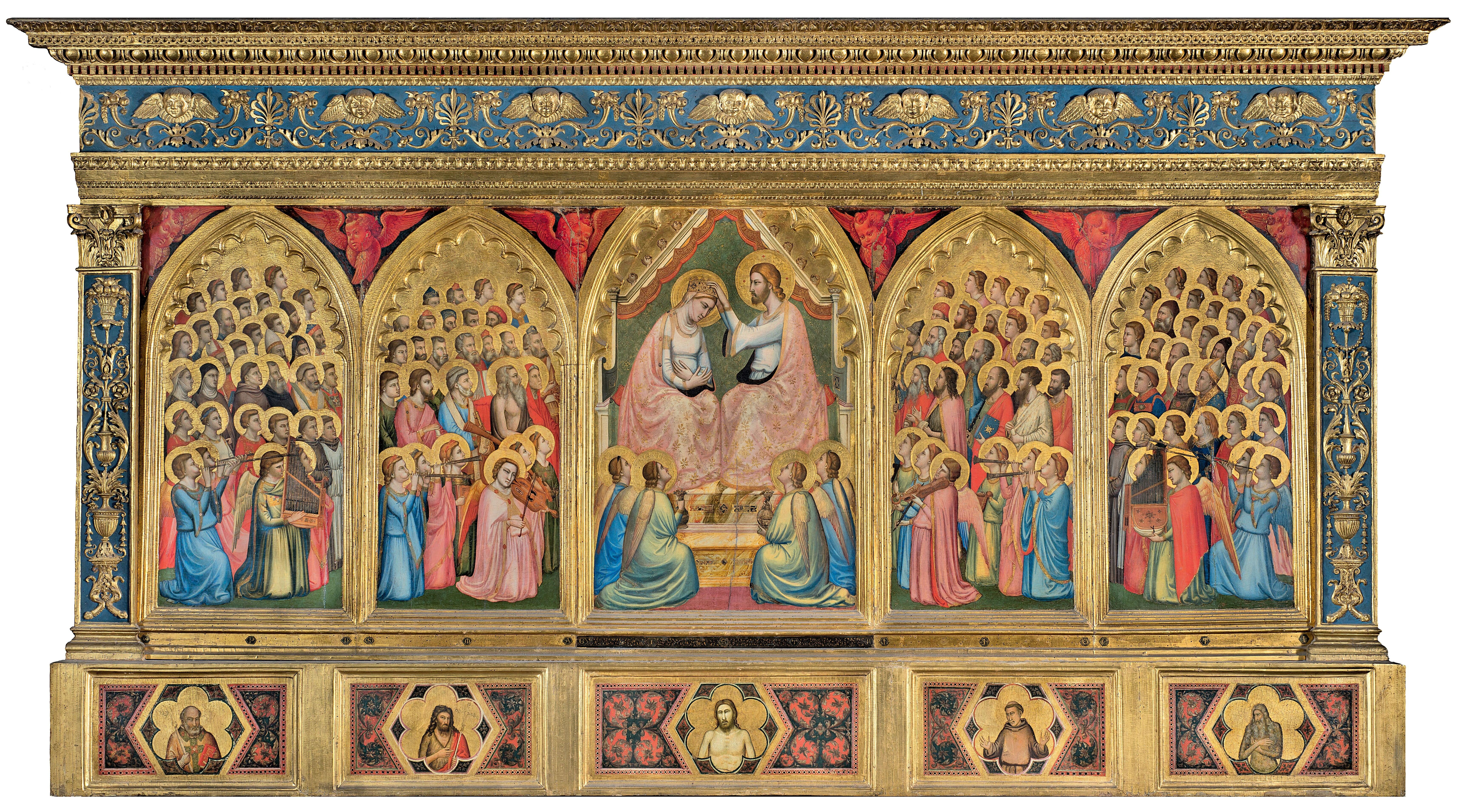
Giotto, Baroncelli-Polyptychon (um 1334)
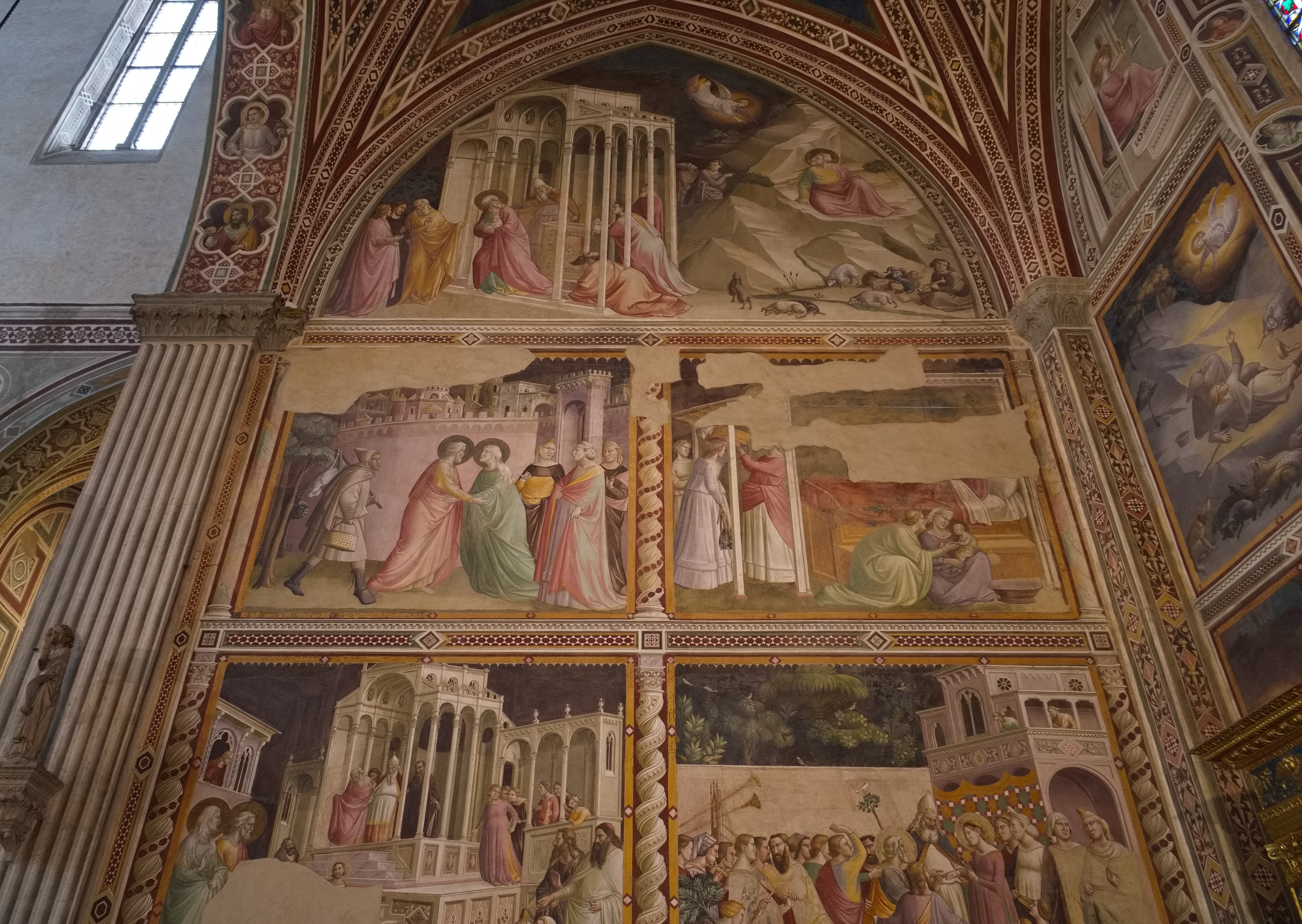
Taddeo Gaddi, Szenen aus dem Marienleben  (um 1330), Baroncellikapelle, Nordwand
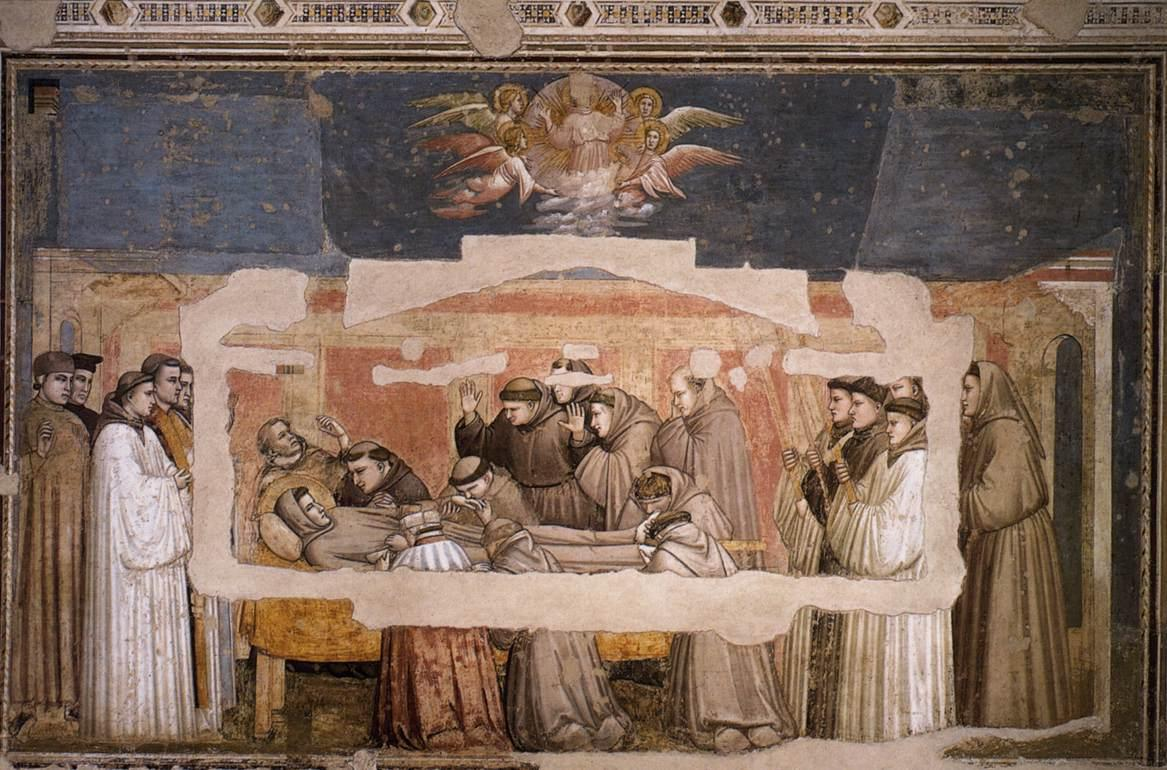
Giotto, Tod und Himmelfahrt des hl. Franziskus, Bardikapelle
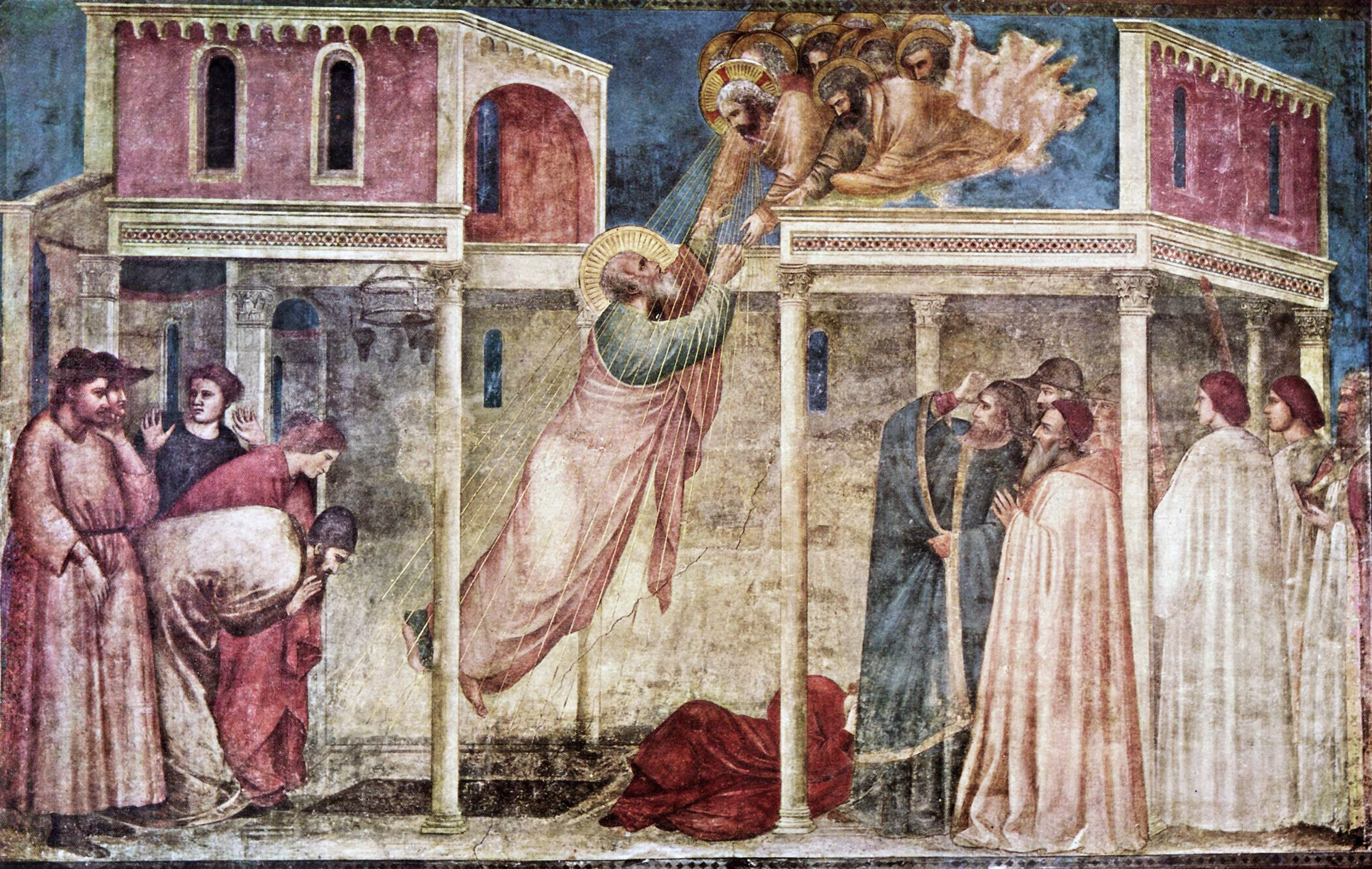
Himmelfahrt des hl. Johannes, Peruzzikapelle
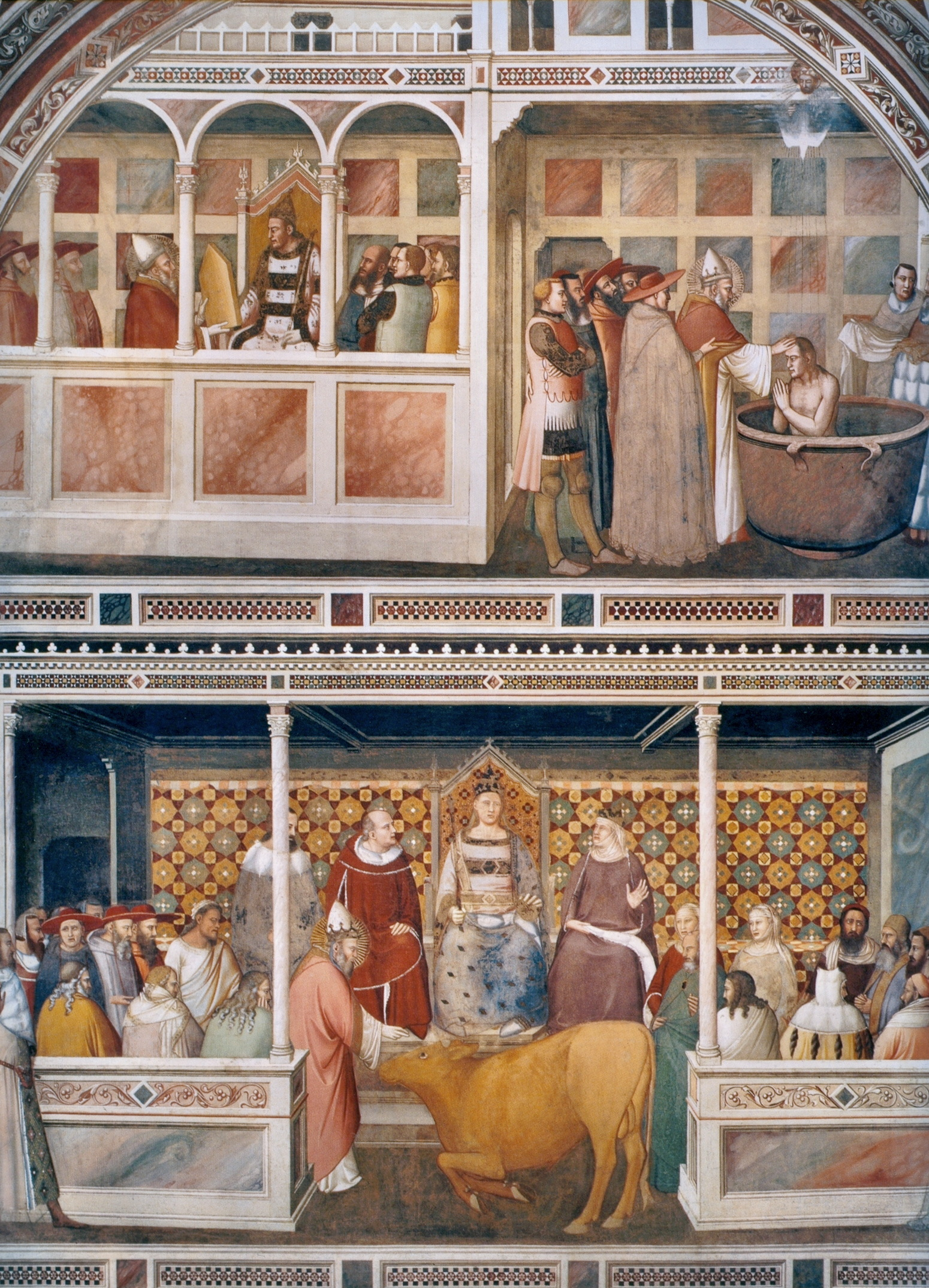
Maso di Banco, Szenen aus dem Leben des Hl. Sylvester (1335–1340), Bardi-di-Verniokapelle

## Orgel

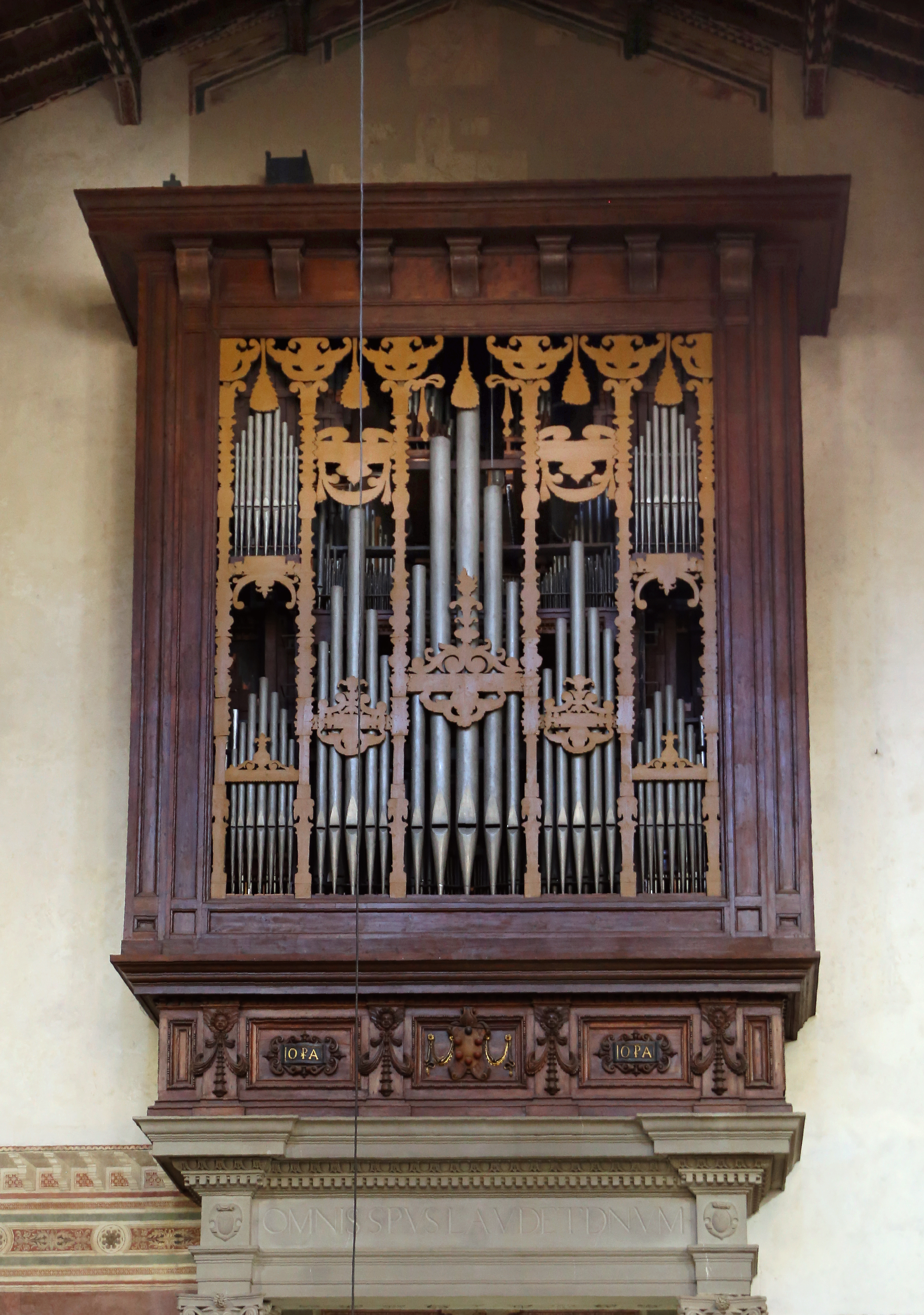
Orgelgehäuse Onofrio Zeffirini (1579)

Die Orgel wurde von dem Orgelbauer Giovanni Tamburini erbaut. Das Instrument hat 96 Register auf vier Manualen und Pedal. Die Trakturen sind elektrisch.
| I Rückpositiv C–c4  |        |
| Bordone             | 16′    |
| Principale Diapason | 8′     |
| Principale Violino  | 8′     |
| Gamba Forte         | 8′     |
| Bordone Amabile     | 8′     |
| Salicionale         | 8′     |
| Ottava Forte        | 4′     |
| Flauto a Camino     | 4′     |
| Nazardo             | 2 ⁄3′  |
| Ottavino            | 2′     |
| Decimino            | 1 3⁄5′ |
| Ripieno V           |        |
| Corno d’Orchestra   | 8′     |
| Tromba Armonica     | 8′     |
| Clarinetto          | 8′     |
| Concerto Viole V    | 8′     |
| Tremolo             |        |
| Tuba Mirabilis      | 8′     |
| Tuba Mirabilis      | 4′     |
| Campane             |        |
| Arpa                |        |

| II Hauptwerk C–c4 |       |
| Principale        | 16′   |
| Principale Forte  | 8′    |
| Principale Dolce  | 8′    |
| Eufonio           | 8′    |
| Dulciana          | 8′    |
| Flauto Traverso   | 8′    |
| Voce Umana        | 8′    |
| Ottava Forte      | 4′    |
| Ottava            | 4′    |
| Flauto            | 4′    |
| Duodecima         | 2 ⁄3′ |
| Decimaquinta      | 2′    |
| Ripieno VI        |       |
| Ripieno IV        |       |
| Gran Ripieno      |       |
| Cornetto V        |       |
| Tromba            | 16′   |
| Tromba            | 8′    |
| Clarone           | 4′    |
| Tuba Squillo      | 8′    |
| Tuba Squillo      | 4′    |
| Tromba Armonica   | 8′    |
| Campane           |       |

| III Schwellwerk C–c4 |       |
| Controgamba          | 16′   |
| Principalino         | 8′    |
| Corno di Camoscio    | 8′    |
| Eolina               | 8′    |
| Viola                | 8′    |
| Flauto Camino        | 8′    |
| Ottava Eolina        | 4′    |
| Flauto Armonico      | 4′    |
| Flauto in XII        | 2 ⁄3′ |
| Flauto Dolcissimo    | 2′    |
| Ripieno V            |       |
| Concerto Viole V     | 8′    |
| Voce Eterea II       | 8′    |
| Trombina Armonica    | 4′    |
| Cromorno             | 8′    |
| Voci Corali          | 8′    |
| Oboe                 | 8′    |
| Tromba d’Orchestra   | 8′    |
| Tremolo              |       |

| IV Solowerk C–c4 |     |
| Bordone          | 16′ |
| Principale I     | 8′  |
| Principale II    | 8′  |
| Salicionale      | 8′  |
| Unda maris       | 8′  |
| Ottava           | 4′  |
| Flauto           | 4′  |
| Decimaquinta     | 2′  |
| Ripieno V        |     |
| Fisarmonica      | 8′  |
| Fisarmonica      | 4′  |
| Campane          |     |

| Pedalwerk C–g1    |         |
| Contrabasso Reale | 32′     |
| Contrabasso       | 16′     |
| Bordone           | 16′     |
| Gran Quinta       | 10 2⁄3′ |
| Ottava            | 8′      |
| Basso Forte       | 8′      |
| Quinta            | 5 1⁄3′  |
| Ottava            | 4′      |
| Fagott            | 16′     |
| Contrabasso Forte | 16′     |
| Subasso           | 16′     |
| Violone           | 16′     |
| Armonica          | 16′     |
| Basso Armonico    | 8′      |
| Violoncello       | 8′      |
| Flauto            | 8′      |
| Flauto Prestante  | 8′      |
| Controbombarda    | 32′     |
| Bombarda          | 16′     |
| Trombone          | 16′     |
| Contrabasso       | 16′     |
| Bordone           | 16′     |
| Basso             | 8′      |
| Campane           |         |

## Zwischenfälle
Am 19. Oktober 2017 wurde ein spanischer Tourist von einem herabfallenden, ca. 15 mal 15 Zentimeter großen Stein erschlagen. Der Stein hatte sich in etwa 20 Metern Höhe von der Decke der Kirche gelöst und war dem Touristen unmittelbar auf den Kopf gefallen. Die Kirche wurde daraufhin geschlossen, war aber seit November 2017 wieder für Besucher geöffnet.